# Tuinbingelkruidroest
De tuinbingelkruidroest (Melampsora pulcherrima) is een heteroecische schimmel behorend tot de familie Melampsoraceae. Hij is een roest die behoort tot het complex Melampsora populnea. Op populieren worden uredinia en telia gevormd. Hij is de enige roest vanMelampsora die voorkomt op tuinbingelkruid (Mercurialis annua). Hierop worden spermogonia en aecia gevormd.
Tuinbingelkruidroest overwintert in de vorm van mycelium en teliosporen op afgevallen populierenbladeren. In het voorjaar ontkiemen de teliosporen en vormen basidia. Vier haploïde basidiosporen worden geproduceerd op het basidium, die de bladeren van tuinbingelkruid infecteren. Hierop ontwikkelen spermogonia en aecia die aeciosporen produceren. De door de wind verspreide aeciosporen infecteren populierenbladeren, waarop uredinia zich ontwikkelen. Bij gunstig weer tijdens het groeiseizoen worden meerdere generaties urediniosporen gevormd, waardoor de ziekte onder populieren verder wordt verspreid. Aan het eind van het groeiseizoen worden telia met teliosporen gevormd.

## Kenmerken
Aecia
Aecia op stengels, zelden op bladeren, meestal samenvloeiend in lineaire groepen van 2 tot 10 cm lang. De aeciosporen zijn bolvormig tot ellipsoïde en meten 15–28 × 14–23 μm. De sporenwand is geelachtig en bij volwassen exemplaren dicht stekelig.
Uredinia
Uredinia hebben een diameter van 0,8 tot 1 mm. Ze komen voor aan de onderzijde van het blad. Urediniosporen zijn ovaal tot rond en meten 17–28 × 12–21 μm. De sporenwand is kleurloos en heeft een dikte van 2,5 μm. De parafysen komen talrijk voor en zijn kopvormig tot knotsvormig. Ze zijn kleurloos en meten 35–50 × 18–25 μm .
Telia
Telia hebben een diameter van 0,1 tot 0,8 mm. De teliosporen zijn zuilvormig en meten 25-50 × 6-11 μm.

## Waardplanten
Melampsora pulcherrima komt voor op 
- Mercurialis annua (Tuinbingelkruid)
- Populus alba (Witte abeel)
- Populus canescens (Grauwe abeel)
- Populus tremula (Ratelpopulier) - alleen zeer lichte infectie [1]

## Verspreiding
De tuinbingelkruidroest komt voor in Zuid-Europa (Frankrijk, Spanje, Italië), Noord-Afrika (Marokko, Tunesië), West-Azië (Libanon, Palestina) .

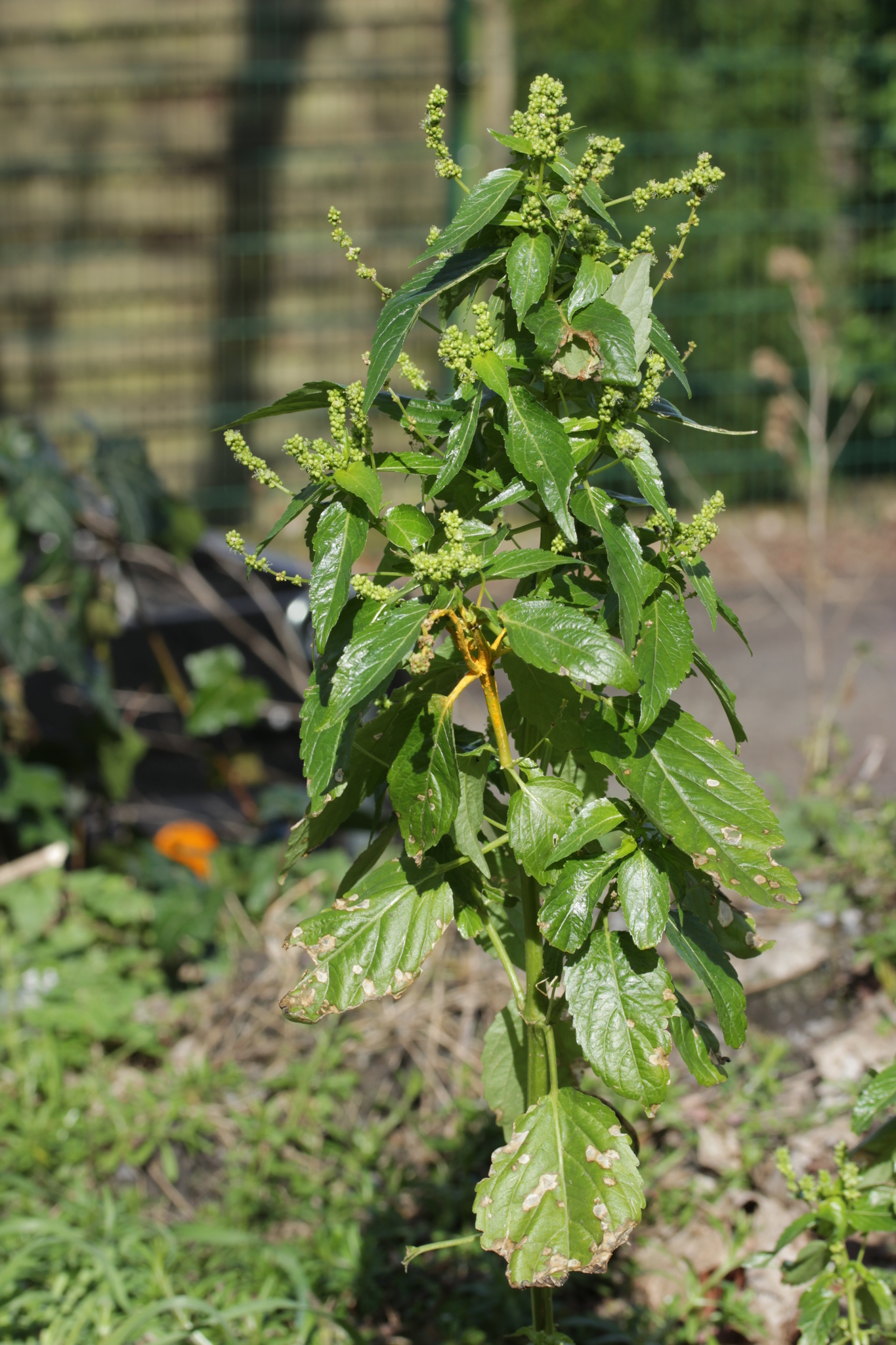
Spermogonia
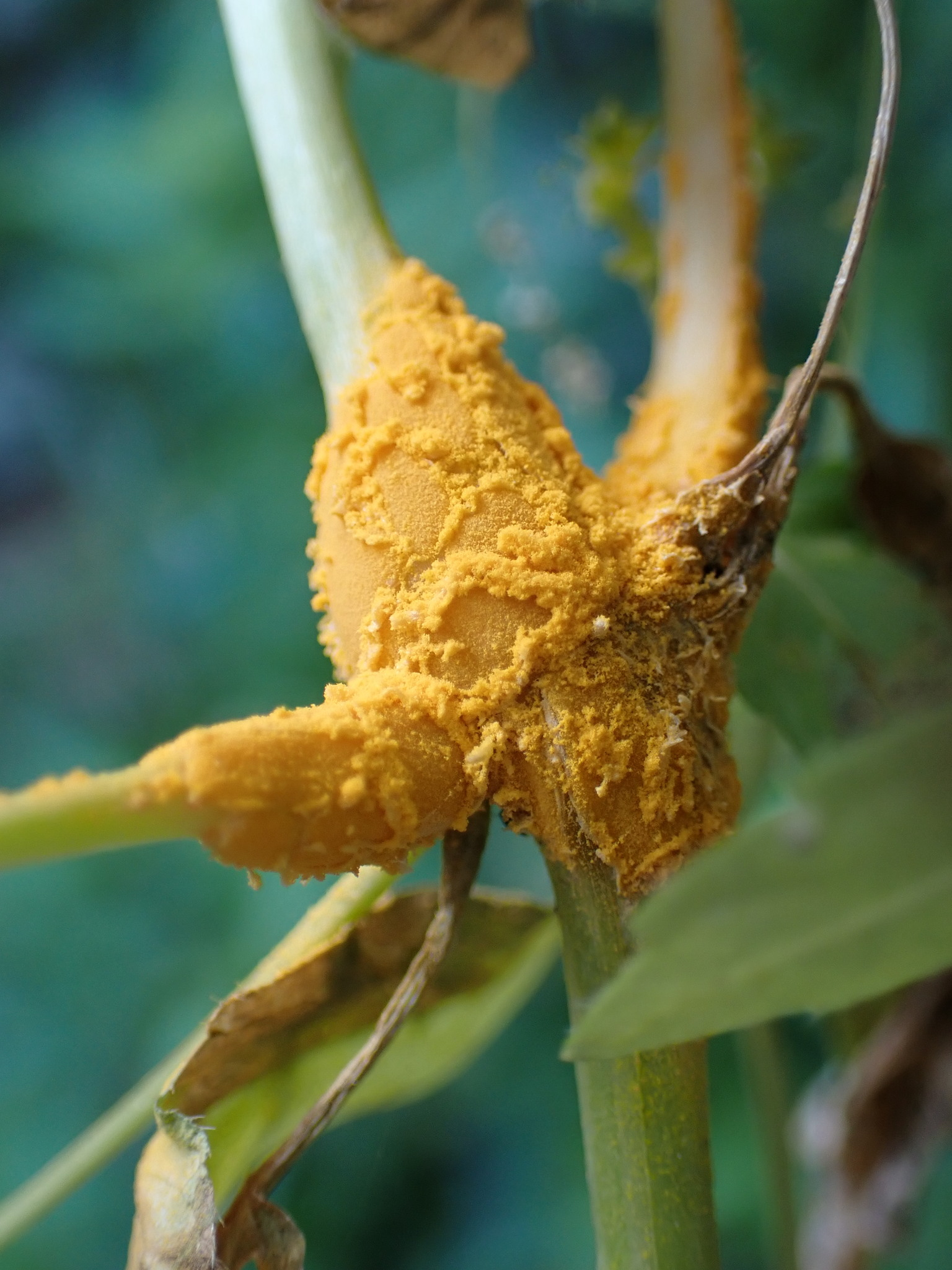
Aecia